# Altersberg (Gschwend)
Altersberg ist ein Weiler in der Gemeinde Gschwend im Ostalbkreis im nordöstlichen Baden-Württemberg und war namengebend für eine Altgemeinde vor der Gemeindereform der 1970er Jahre.

## Geographie
Altersberg liegt etwa vier Kilometer westlich der Mitte des Hauptortes Gschwend auf der gleichnamigen Liaskuppe zwischen dem beginnenden Lauf des Glattenzainbachs im Nordwesten, des Rauhenzainbachs im Nordosten, die beide nördlich zur Fichtenberger Rot entwässern, und den Tälern des am südöstlichen Ortsrand beginnenden Hagbachs sowie der ihn aufnehmenden, nach Süden zur Lein bei der Voggenberger Sägmühle laufenden Rot.

## Geschichte

### Erste Erwähnung
Der Ort wurde erstmals erwähnt, als 1436 die Familie der Schenken von Limpurg hier Lehen erwarb; die übrigen Güter gehörten dem Kloster Lorch. Altersberg ging aus einem einzelnen Hof hervor, der 1538 auch „Zum Hag“ genannt wird. Noch vor 1580 war dieser Hof in acht Güter mit Gebäuden aufgeteilt.

### Gemeinde Altersberg
Altersberg war namengebender Ort und zeitweiliger Sitz der Gemeinde Altersberg. Diese bestand vor ihrer Eingemeindung nach Gschwend aus dem Dorf Horlachen, den Weilern Altersberg, Brandhof, Eichenkirnberg, Hagkling, Hundsberg, Lämmershof, Pritschenhof, Sturmhof, Vorderes Breitenfeld und Wasserhof, den Höfen Felgenhof, Gläserhof, Haghöfle, Haghof, Hengstberg, Hinteres Breitenfeld, Hugenbeckenreute, Krämersberg, Neumühle, Pfeiferhof, Schierhof, Seehöfle und Ziegelhütte. Im ehemaligen Gemeindegebiet liegen die abgegangenen Ortschaften Alten-Gleyssern, Gauchs- oder Jauchshausen, Krebenhaus (Krämershof), Talheim und Hundsberger Sägmühle. Die Gemeinde gehörte zum Oberamt Gaildorf und kam mit diesem 1938 zum Landkreis Backnang. Mit Ausnahme von Felgenhof, das altwürttembergisch war und 1808 vom Oberamt Welzheim zur Gemeinde Altersberg kam, war das Gemeindegebiet limpurgisch und kam erst 1806 vollständig an Württemberg.
Am 1. Januar 1972 wurde Altersberg in die Gemeinde Gschwend eingegliedert.

## Persönlichkeiten
- Lina Haag (1907–2012), Widerstandskämpferin
- Erich Schneider (1933–2024), Politiker (CDU)